# ماسه‌ماهیان
ماسه‌ماهیان (نام علمی: Trichodontidae) نام یک تیره از راسته سوف‌ماهی‌سانان است.